# New Hanover County
New Hanover County är ett administrativt område i delstaten North Carolina, USA. År 2010 hade countyt 202 667 invånare. Den administrativa huvudorten (county seat) är Wilmington. 

## Geografi
Enligt United States Census Bureau så har countyt en total area på 850 km². 516 km² av den arean är land och 334 km² är vatten. 

### Angränsande countyn
- Pender County - norr
- Brunswick County - väst